# Acrolophus perpetua
Acrolophus perpetua är en fjärilsart som beskrevs av Edward Meyrick 1913. Acrolophus perpetua ingår i släktet Acrolophus och familjen Acrolophidae. Inga underarter finns listade i Catalogue of Life.